# سقف کامپوزیت بیگت
سقف کامپوزیت بیگت نوعی از سقف کامپوزیت می‌باشد که از ورق گالوانیزه به ضخامت ۰٫۷ میلی‌متر تشکیل شده به وجود می‌آید. قالبی که سقف بیگت را تشکیل می‌دهد دارای فرم منحنی و شیار داری می‌باشد که باعث می‌شود باربری بیشتری داشته باشد. (در حدود ۱۰۰۰ کیلوگرم بر متر مربع). قالب‌های بکار رفته در سقف بیگت مشابه قالب‌هایی است که در سقف کامپوزیت ماهیچه‌ای و سقف‌های عرشه فولادی بکار می‌رود. این سیستم برای اولین بار توسط مهندسان ایرانی اختراع شد و بومی می‌باشد که به ثبت جهانی رسیده است. قالب بیگت بر روی تیرهای فرعی با فاصله ۱۲۰ تا ۱۴۰ سانتی‌متر به صورت فنری گذاشته می‌شود و پای قالب را داخل نبشی که بر روی تیرهای فرعی قرار دارد گذاشته می‌شود. بعد از آن یک شبکه میلگرد روی آن‌ها اجرا می‌شود و در نهایت عملیات بتن ریزی انجام می‌شود. با کاهش پروفیل‌های سقف که یکی از مزایای این نوع سقف می‌باشد کاهش قیمت تمام شده را در پی خواهد داشت. سرعت، کیفیت، ایمنی و بومی بودن، سادگی اجرا سقف بیگیت از مهم‌ترین ویژگی‌های این سقف است. مزایای سقف بیگ 1تیرریزی سقف‌های بیگیت به اندازه بسیاری در کاهش وزن سازه سودمند و مفید می‌باشد.2تأمین پارکینگ: اجرای این نوع از سقف باعث حذف ستون‌ها شده در نتیجه در تأمین پارکینگ کمک بسیاری می‌کند.3کاهش تعداد ستون‌ها: عدم احتیاج به ستون در فواصل نزدیک از دیگر ویژگی‌های این نوع سقف می‌باشد.4سادگی اجرا: بدون احتیاج به تجهیزات خاص اجرای این سقف امکان‌پذیر می‌باش.5ارزانی: مصالح مورد نیاز این سقف ارزان و در دسترس می‌باشد.6قابلیت اجرا بدون شمع بندی.7ایمنی بالا: کاهش خطرات جانی و مالی حین اجرا بخاطر مقاومت زیاد سقف.8سرعت بالای اجرا.

## انواع اجرا

### روش طبقه‌ای
در این روش، هر طبقه به صورت جداگانه و با فاصله زمانی معین سقف را اجرا می‌کنند. این سیستم، مناسب ساختمان‌هایی است، مهاربندی جانبی و تیرریزی همه طبقات به صورت یک جا انجام نشده باشد.

### روش تمام طبقات
در این روش، اجرای سقف تمام طبقات به صورت یک جا انجام می‌شود. این سیستم، مناسب ساختمان‌هایی است، مهاربندی جانبی و تیرریزی همه طبقات به صورت یکجا انجام شده باشد.

## مراحل اجرا

### مراحل قبل از اجرای سقف
- نصب و جوش نبشی نشیمن
- نصب و جوش برشگیرها

### مراحل اجرای سقف
- تیرریزی
- نصب قالب‌های بیگیت
- اجرای فلشینگ
- بستن دور کار
- آرماتوربندی
- شمع بندی
- بتن ریزی[۲]